# Tardo clan Hōjō
Il Tardo Clan Hōjō (後北条氏?, Go-Hōjō-shi) fu uno dei più potenti clan guerrieri del Giappone durante l'epoca Sengoku e dominò principalmente nella regione di Kantō.
Il Clan iniziò quando Ise Shinkurō (1432-1519), un ufficiale di alto rango dello shogunato, iniziò a conquistare terre e ad accrescere il suo potere all'inizio del XVI secolo.
I tardi Hōjō (ovvero Go-Hōjō), che furono detti anche Odawara Hōjō dal nome del loro castello di famiglia di Odawara, nella provincia di Sagami, non erano imparentati al primo Clan Hōjō. 
Fu il figlio di Ise Shinkurō, che, volendo che la sua dinastia avesse un nome più illustre, scelse Hōjō, dal nome della stirpe di reggenti dello shogunato Kamakura, anche perché aveva sposato una donna componente di tale clan Hōjō, divenendo così Hōjō Ujitsuna. 
Lo stesso Ise Shinkurō, dopo la morte, fu poi ribattezzato Hōjō Sōun. 
Il loro potere crebbe nel corso del XVI secolo e rivaleggiò con quello del clan Tokugawa, ma alla fine Toyotomi Hideyoshi sradicò il potere degli Hōjō nell'assedio di Odawara (1590), esiliando Hōjō Ujinao e sua moglie Toku Hime (una figlia di Tokugawa Ieyasu) sul Monte Kōya, dove Ujinao morì nel 1591. 
Tuttavia la famiglia Hōjō non cessò con la sua morte. Hōjō Ujinori, fratello minore di Ujimasa, aveva una profonda amicizia con Tokugawa Ieyasu iniziata quando erano giovani e ostaggi del clan Imagawa. Dopo lo scioglimento del clan Hōjō uno stipendio di 10.000 ''koku'' fu garantino a Ujinori da Ieyasu quando gli venne affidato il dominio di Sayama. Hōjō Ujimori, erede di Ujinori, fu simbolicamente adottato da Ujinao per continuare la linea di famiglia del clan che rimase a Sayama fino alla restaurazione Meiji.

## Albero genealogico
- Ise Shinkurō (1432–1519); Capo clan; daimyō; dopo la morte fu anche ricordato come Hōjō Nagauji (o Hōjō Sōun)
  - Hōjō Ujitsuna (1487–1541); Capo clan; daimyō di Sagami; = una donna del clan Hōjō ed assunse il cognome "Hōjō" 
    - Hōjō Ujiyasu (1515–1571); Capo clan; daimyō di Sagami, Izu e Musashi
      - Hōjō Ujimasa (1538–1590); Capo clan; daimyō di Sagami 
        - Hōjō Ujinao (1562–1591); Capo clan; daimyō; = Toku Hime, figlia di Tokugawa Ieyasu
          - Hōjō Ujisada
          - Hōjō Naoshige
          - (adottato) Hōjō Ujifusa

      - Hōjō Ujiteru (1539–1590) daimyō di Mutsu
      - (adottato) Hōjō Ujikuni (1541–1597) daimyō di Awa
      - Hōjō Ujinori (1545–1600) daimyō di Mino
        - Hōjō Ujimori

      - Hōjō Ujitada
      - Hōjō Ujimitsu
      - (adottato) Hōjō Ujihide (ovvero Uesugi Kagetora)

    - Una donna = Takeda Katsuyori
    - (adottato) Hōjō Tsunashige (1515–1587)
      - Hōjō Ujishige (1536–1578)

  - Hōjō Genan (1493–1589)
    - Hōjō Shinzaburō (+ 1561)